# Symboly slovenských krajů

Kraje na Slovensku

Symboly slovenských krajů jsou dle zákona o samosprávních krajích č. 302/2001 Zb.z. znak (ve slovenštině erb), vlajka a pečeť. Vedoucí představitel kraje (předseda) užívá vlastní vlajku, která však není symbolem kraje.
Území samosprávních krajů jsou identická s územím krajů.
Ne ve všech krajích proběhl postup schvalování formálně korektně, tj.
- Projednání a přijetí návrhu zastupitelstva
- Konzultace návrhu s Heraldickou komisí
- Schválení konzultované a Komisí doporučené verze symbolů zastupitelstvem
- Přijetí VZN (Všeobecně závazné nařízení) kraje

## Přehled
| Kraj                 | Přijetí zastupitelstvem                                                           | Usnesení                                                             | VZN    | Datum VZN                        | Heraldický registr | Zápis do HR | Platnost vlajky od |
| Banskobystrický kraj | 12.02.2002                                                                        | 11/2002                                                              | 1/2002 | 15.11.2002                       | HR B-186/2002      | 29.04.2002  | 15.11.2002         |
| Bratislavský kraj    | nebylo                                                                            |                                                                      | 3/2003 | 26.02.2003                       | HR B-181/2001      | 12.12.2001  | ?                  |
| Košický kraj         | 21.03.2002                                                                        | 2002/8                                                               | ?      | 28.05.2002                       | HR K-190/2002      | 15.04.2002  | 28.05.2002         |
| Nitranský kraj       | 13.05.2002                                                                        | 36/2002                                                              | 6/2003 | 09.07.2003                       | HR N-94/2002       | 28.05.2002  | 13.05.2002         |
| Prešovský kraj       | 16.07.2002 24.09.2002 (dodatek)                                                   | 33/2002 50/2002 (dodatek)                                            | 1/2002 | 16.07.2002, 10.10.2002 (dodatek) | HR P-161/02        | 23.10.2002  | 24.09.2092         |
| Trenčínský kraj      | 22.05.2002                                                                        | 44/2002                                                              | 2/2002 | 22.05.2002                       | HR T-96/02         | 23.10.2002  | 22.05.2002         |
| Trnavský kraj        | 12.02.2002 27.02.2003 (pečeť) 24.04.2003 (vlajka) 26.06.2003 (standarta předsedy) | 70/2002 9/2003 (pečeť) 28/2003 (vlajka) 40/2003 (standarta předsedy) | 6/2006 | 29.03.2006                       | HR T-99/2002       | 20.12.2002  | 24 04.2003         |
| Žilinský kraj        | 06.02.2002                                                                        | 2/2002                                                               | 3/2004 | 20.04.2004                       | HR Z-94/2002       | 20.05.2002  | 27.03 2002         |

## Symboly
Vlajky slovenských krajů jsou tvořeny obdélníkovým listem o poměru stran 2:3, na rozdíl od vlajek komunálních, které tvoří cípaté gonfanony, tedy obdélníky, jejichž vlající část je rozdělena do několika protáhlých pruhů (viz např. vlajka hlavního města Bratislavy).
Vlajka předsedy kraje je ve všech krajích tvořena (podle jednotného vzoru) listem o poměru stran výšky ku šířce znaku, jeho obsahem je znak kraje převedený do obdélníkové podoby a lemovaný barvami kraje. V Heraldickém registru Slovenské republiky nejsou definovány rozměry krajských znaků, v nařízeních jednotlivých krajů mají poměr šířky a výšky znaku definovány jen některé (Bratislavský a Trnavský) a to 100:115. Není definována ani šířka lemu, ani rozměry proužků z krajských barev v něm.

### Banskobystrický kraj
Vlajka: List o poměru stran 2:3, čtvrcený skandinávským způsobem, barvy modrá, bílá, bílá a červená.
Znak: Čtvrcený štít, první pole modro-stříbrně dělené, vždy se dvěma smrky střídavých tinktur, druhé červené se zlatovlasým rytířem ve stříbrném brnění s mečem se zlatou rukovětí v (heraldicky) pravé ruce a opírající se o levou rukou o červený, zlatě okovaný štít se stříbrným dvojitým křížem, třetí pole červené se stříbrným břevnem pokosem a se stříbrným půlměsícem v horním a zlatou, šesticípou hvězdou ve dolním poli. Ve čtvrtém, modrém poli stříbrný hrad s jednou věží a s otevřenou modrou bránou.

### Bratislavský kraj
Vlajka: List o poměru stran 2:3, čtvrcený skandinávským způsobem, barvy žlutá, modrá, modra a bílá.
Znak: V modrém štítu zlatý jelen se stříbrnou zbrojí, rostoucí ze stříbrného kola, vystupujícího ze zlatého, zvlněného pruhu.

### Košický kraj
Vlajka: List o poměru stran 2:3, čtvrcený skandinávským způsobem, barvy žlutá, červená, modrá a žlutá.
Znak: Čtvrcený štít, první pole červeno-modře dělené, v horním dvě stříbrná břevna, v dolním stříbrný, stojící, vzlétající pták se zlatou zbrojí, ve druhém, červeném poli zlatý, dvouocasý lev ve skoku, třetí pole dělené s horním zlatým polem s rostoucí zelenou, dvoulistou ratolestí révy s nahoru rostoucím červeným hroznem, dolní třikrát stříbrně-červeně dělené. Ve čtvrtém, modrém poli stříbrný hrad s jednou věží a s otevřenou modrou bránou. Čtvrté pole je shodné se čtvrtým polem znaku Banskobystrického kraje.

### Nitranský kraj
Vlajka: List o poměru stran 2:3, čtvrcený skandinávským způsobem, barvy modrá, žlutá, červená a modrá.
Znak: V modrém štítu na zeleném pažitu zlatě oděný, ležící Kumán, opírající se o loket se stříbrným šípem a držící, ve zdvižené (heraldicky) levé ruce, zlatý luk. Nad ním, s pravou nohou na něm, stojící rytíř oděný ve stříbrném brnění, červené suknici a opásaný zlatým opaskem se zlatým mečem. Rytíř má na hlavě zlatou, uzavřenou korunu, zlatý plnovous, na krku zlatý řetěz a v (heraldicky) pravé ruce stříbrnou, bojovou sekyru se zlatou rukojetí. Levou rukou se opírá o červený štít se stříbrným dvojramenným křížem.

### Prešovský kraj
Vlajka: List o poměru stran 2:3, tvořený čtyřmi vodorovnými pruhy v poměru šířek 2:1:1:2, bílým, žlutým, modrý a červeným.
Znak: Polcený štít, první pole červené, se třemi stříbrnými, zvlněnými břevny s modrou hlavou se zlatou, perlami zdobenou korunou. Druhé pole červeno-modře dělené, v horním poli zlatý lev se stříbrnou zbrojí, v dolním tři stříbrné ryby se zlatou zbrojí, horní větší, dolní menší.

### Trenčínský kraj
Vlajka: List o poměru stran 2:3, tvořený čtyřmi vodorovnými pruhy v poměru šířek 1:2:2:1, modrým, bílým, červeným a modrým.
Znak: Dělený štít, první pole stříbrno-červeně polcené, v prvním poli ze zlaté, safíry zdobené koruny vyrůstá červený, obrácený jelen se zlatou zbrojí, ve druhém na zlaté, perlami zdobené koruně stojící zlatý orel se stříbrnou zbrojí. V dolním, modrém poli stříbrná halapartna, se zlatou rukovětí vyrůstají z dolního okraje, přeložená stříbrným lukem se zlatou tětivou.

### Trnavský kraj
Vlajka: List o poměru stran 2:3, tvořený sedmi vodorovnými pruhy v poměru šířek 2:1:1:1:1:1:2, střídavě modrými a žlutými.
Znak: Dělený štít, první pole modré, polcené, v prvním poli zlaté kolo se šesti paprsky, nad ním zlatá, perlami zdobená koruna. Ve druhém poli zlatý jelen se stříbrnou zbrojí, vyrůstající ze stříbrného kola se šesti paprsky, vystupujícího ze zeleného, doleva ustupujícího trojvrší. Dolní, zlaté pole se třemi, modrými, zvlněnými pruhy.

### Žilinský kraj
Vlajka: List o poměru stran 2:3, čtvrcený skandinávským způsobem, barvy žlutá, modrá, zelená a červená.
Znak: Čtvrcený štít, v prvním, zeleném poli zlatý dvojramenný kříž s kořeny, provázený po stranách dvěma zlatými jedlovými ratolestmi. Druhé pole modré, se stříbrným smrkem, vyrůstajícím ze stříbrného skaliska, přes kmen stromu položená zlatá koruna. Třetí pole modré, se třemi růžemi. Čtvrté pole zelené se stříbrným zvlněným pruhem, nad ním zlatý, kráčející medvěd se stříbrnou zbrojí.